# Amparo Peiró
Maria Amparo Peiró Gómez (* 3. April 19??) ist eine spanische Politikerin und seit 2014 Vorsitzende des Partido Pirata, der spanischen Piratenpartei.

## Leben
Amparo Peiró studierte an der Polytechnischen Universität Valencia von 1987 bis 1989 Verwaltungsinformatik. Von 2001 bis 2002 machte sie am Instituto de Educación Secundaria (IES) „Manuel Sánchez Ayuso“ in Valencia ein Aufbaustudium zur Elektrotechnikerin.
Seit Mitte der 2000er Jahre schnitt sie im Rahmen von Kinobesuchen mit einem Mikrofon in der Handtasche die spanischsprachige Vertonung der Filme mit, um sie danach synchronisiert mit dem Video auf der Internetplattform Animersion zu veröffentlichen, bis die Website gesperrt wurde. Nach eigenen Angaben war ihr anfangs nicht bewusst, dass sie damit Urheberrechtsverletzungen beging.
Über Internetforen wurde sie auf die von Schweden ausgehende internationale Piratenparteibewegung aufmerksam und war eine der ersten „Piratinnen“ in Spanien. Dort übernahm sie später das Amt der Schatzmeisterin. In Folge wurde sie Anfang Dezember 2012 zur stellvertretenden Parteivorsitzenden gewählt. Aufgrund innerparteilicher Meinungsverschiedenheiten wurde in Anbetracht der bevorstehenden Europawahl 2014 eine zusätzliche Parteiversammlung einberufen, bei sie auf den Posten der Parteivorsitzenden gewählt wurde.
Sie lebt in Madrid.